# Anemia smithii
Anemia smithii là một loài dương xỉ trong họ Anemiaceae. Loài này được Brade mô tả khoa học đầu tiên năm 1929.